# Provincia Masvingo
Masvingo este o provincie (diviziune de gradul I) în partea de sud-est a statului Zimbabwe. Reședința este orașul Masvingo.

## Districte
Provincia are un număr de 7 districte:
- Bikita
- Chiredzi
- Chivi
- Gutu
- Masvingo
- Mwenezi
- Zaka